# 東洋囲碁
東洋囲碁（とうよういご）はインターネットによる囲碁の対局場。2004年に韓国棋院の棋士曺薫絃、李昌鎬、劉昌赫などの呼びかけに応じて、東洋グループ、中央日報、DACOMなどによって設立された。日本における設立当時の名称はタイゼム（Tygem）であったが、2008年7月に東洋囲碁に名称が変更された。
サービスの母体となる会社はCom2uS TYGEMである。
韓国、日本、中国向けのサイトがある。対局システムの他に、ネット碁による棋戦、囲碁講座、その他各種のイベントを運営している。日本語版ではかつて関西棋院公式ネット「関棋ネット」も運営していた。

## 主なサービス

### ネット対局
無料と有料の会員制度がある。無料会員と有料の正会員では、国際対局の閲覧などで利用できるサービスに差がある。
- 懸賞対局

プロ棋士など高段者の対局で、観戦者が勝敗予想して、ポイントを懸賞として賭けることができる制度。LG杯など、国際棋戦の対局中継で行われる場合もある。

### ネット棋戦
- 東洋生命杯タイゼム囲碁オープン戦

韓国、日本、中国のプロ棋士の3人一組16チームによる対抗戦
- 東洋総合金融証券杯
  - 第2回までは「タイゼム王中王戦」として、予選を勝ち抜いた韓国、日本、中国3カ国の計32名のプロ棋士よるトーナメント戦
  - 第3回は「日韓中3カ国対抗戦」として、予選を勝ち抜いた韓国、日本、中国3カ国の各5名のプロ棋士よるトーナメント戦

- 日韓スター棋士対抗戦

日韓32人のプロ棋士によるトーナメント。第1期は日本勢が優勝した。
- 全日本学生囲碁名人戦

1978年から2002年の第24回まで行われていた学生囲碁名人戦を、東洋囲碁にて再開したもの。2008年から2010年まで行われた。

## 関棋ネット
関西棋院棋士による囲碁教室、指導碁、棋譜診断、棋士の対局のLIVE中継などを行っていたが、2019年現在はサービスを休止している。